# Róbert Ragnar Spanó
Róbert Ragnar Spanó (Reykjavík, 27 agosto 1972) è un giurista islandese, presidente della Corte europea dei diritti dell'uomo dal 18 maggio 2020 al 31 ottobre 2022.
Prima di iniziare l'incarico alla Corte, il 1º novembre 2013 è stato difensore civico in Islanda e preside della facoltà di giurisprudenza dell'Università d'Islanda.

## Biografia
Robert Spanó è nato a Reykjavík il 27 agosto 1972 da madre islandese e padre italiano, originario di Napoli. Si è laureato in giurisprudenza presso l'Università d'Islanda nel 1997 e ha conseguito con lode il master in diritto europeo e comparato presso l'University College di Oxford nel 2000. 
Giudice supplente del tribunale dell'Islanda dal 1997 al 1998, è stato poi consulente e quindi assistente speciale del difensore civico parlamentare islandese dal 1998 al 2004. È stato nominato difensore civico parlamentare nel 2009 a titolo provvisorio e ha poi prestato servizio a tempo pieno e per singoli casi fino al 2013. 
Dal novembre 2006 è stato nominato professore ordinario della facoltà di giurisprudenza dell'Università d'Islanda; dal settembre 2007 è stato vice-preside e dal 2010 al 2013 preside della stessa facoltà.
Il suo mandato di nove anni come giudice della Corte europea dei diritti dell'uomo è iniziato il 1 novembre 2013. Il 18 maggio 2020 è iniziato il suo mandato quale Presidente della Corte. È il più giovane presidente nella storia della Corte. 
Autore di numerosi scritti nel campo dei diritti umani, del diritto costituzionale, dell'interpretazione giuridica e della procedura penale, dopo l'insediamento quale giudice a Strasburgo ha pubblicato in tema di evoluzione del sistema della CEDU, principio di sussidiarietà e Stato di diritto. È anche esperto dei rapporti tra Internet ed i diritti umani.

## Vita privata
Sposato con quattro figli, parla inglese, francese, italiano e danese oltre alla madrelingua islandese. Appassionato giocatore di bowling e cantante amatoriale, fa parte del coro maschile Fóstbræður.

## Curiosità
Avvalendosi delle riforme intervenute in Islanda in tema di anagrafe, Robert Spano ha scelto di avvalersi del cognome in luogo del tradizionale patronimico. È quindi possibile riferirsi a lui sia come Robert, utilizzando il nome proprio, sia come Spano. La grafia islandese della vocale “o” sia nel prenome sia nel cognome presupporrebbe l’utilizzo del segno diacritico “ó”; tuttavia se ne prescinde nell'uso internazionale.